# Trung tâm du khách

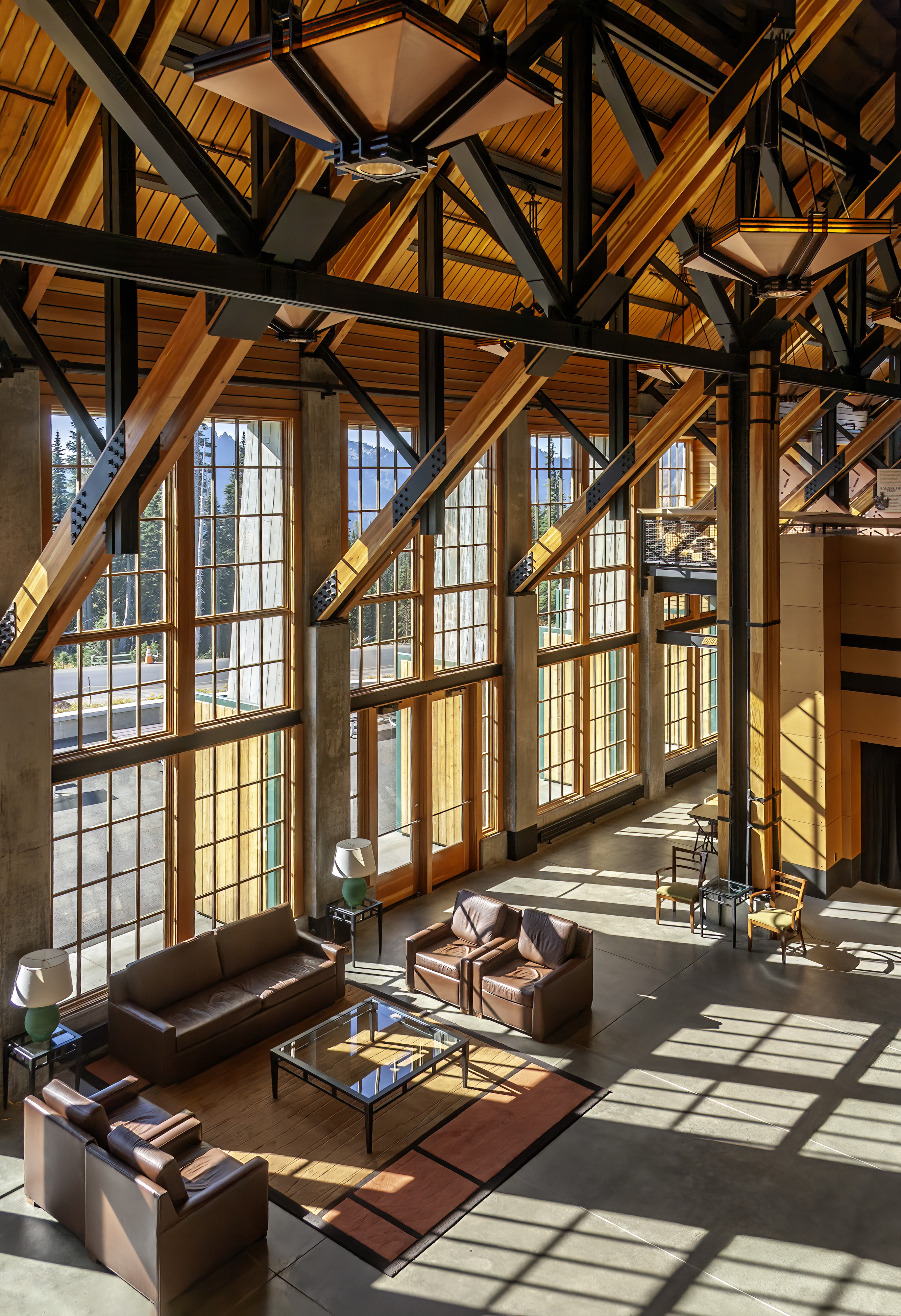
Bên trong một trung tâm du khách

Trung tâm du khách (Visitor center) hay trung tâm hướng dẫn và hỗ trợ du khách (visitor information center) là một địa điểm cụ thể có nhiệm vụ cung cấp thông tin cho khách du lịch. Trung tâm du khách có thể được bố trí tại một điểm tham quan hoặc địa điểm tham quan cụ thể, chẳng hạn như địa danh, công viên quốc gia, rừng quốc gia hoặc công viên tiểu bang, cung cấp thông tin (chẳng hạn như bản đồ đường mòn, các địa điểm cắm trại, thông tin liên lạc với nhân viên, phòng vệ sinh) và các cuộc triển lãm giáo dục chuyên sâu và trưng bày hiện vật về lịch sử tự nhiên hoặc văn hóa. Trung tâm thường sử dụng màn hình phim hoặc phương tiện truyền thông khác. Nếu địa điểm có yêu cầu cấp phép hoặc các chuyến tham quan có hướng dẫn, thì trung tâm du khách thường là nơi phối hợp các hoạt động này. Các trung tâm này sẽ hỗ trợ cung cấp cho du khách thông tin về các điểm tham quan, nơi lưu trú, bản đồ và các mục khác có liên quan đến du lịch trong khu vực. 

## Tổng quan
Những trung tâm thông tin và hỗ trợ hướng dẫn cho du khách này thường được điều hành tại sân bay hoặc cảng nhập cảnh khác, do chính quyền hoặc phòng thương mại địa phương quản lý, một số trung tâm được gọi là trung tâm thông tin. Một trung tâm hướng dẫn du lịch hoặc trung tâm thuyết minh cho du khách (Visitor interpretive centre) tổ chức phổ biến kiến thức về di sản thiên nhiên hoặc di sản văn hóa. Các trung tâm thuyết minh là một loại bảo tàng kiểu mới, thường liên quan đến trung tâm du khách hoặc bảo tàng sinh thái, và nằm liên quan đến các địa điểm văn hóa, trung tâm di sản, di tích lịch sử hoặc thiên nhiên. Các trung tâm thuyết minh sử dụng các phương tiện giao tiếp khác nhau để nâng cao hiểu biết về di sản. 
Để hỗ trợ và kích thích quá trình khám phá và kết nối trí tuệ và cảm xúc của du khách với di sản, chiến lược trình bày chính có xu hướng thân thiện với người dùng và tương tác, và thường sử dụng các triển lãm Scenography và các chương trình đa phương tiện. Nhiều trung tâm thông dịch có các triển lãm tạm thời liên quan đến một khía cạnh cụ thể của địa điểm. Một trung tâm hướng dẫn và thuyết minh cho du khách có thể là giải pháp khả thi để truyền đạt thông tin di sản một cách hiệu quả ở các thành phố và vùng nông thôn, nơi có thể không có đủ nguồn lực để thành lập một bảo tàng truyền thống, quy mô đầy đủ và nơi di sản có thể là yếu tố quan trọng cho phát triển du lịch. Không giống như các bảo tàng truyền thống, các trung tâm thuyết minh thường không nhằm mục đích thu thập, bảo tồn và nghiên cứu các hiện vật, đó là các tổ chức chuyên biệt để truyền đạt tầm quan trọng và ý nghĩa của di sản, hoạt động để giáo dục và nâng cao nhận thức về tầm quan trọng của di sản.

## Trên thế giới

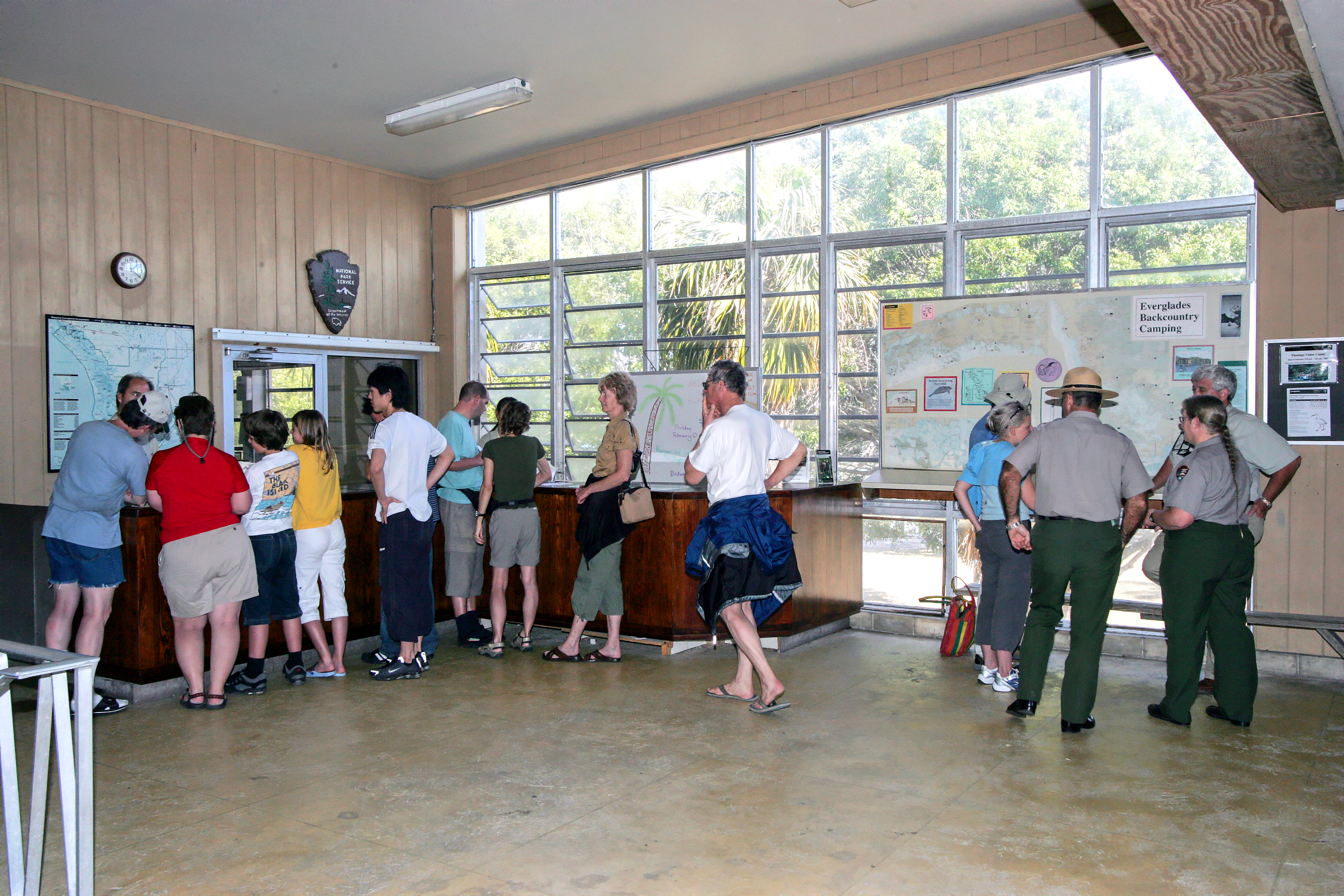
Trung tâm du khách Flamingo

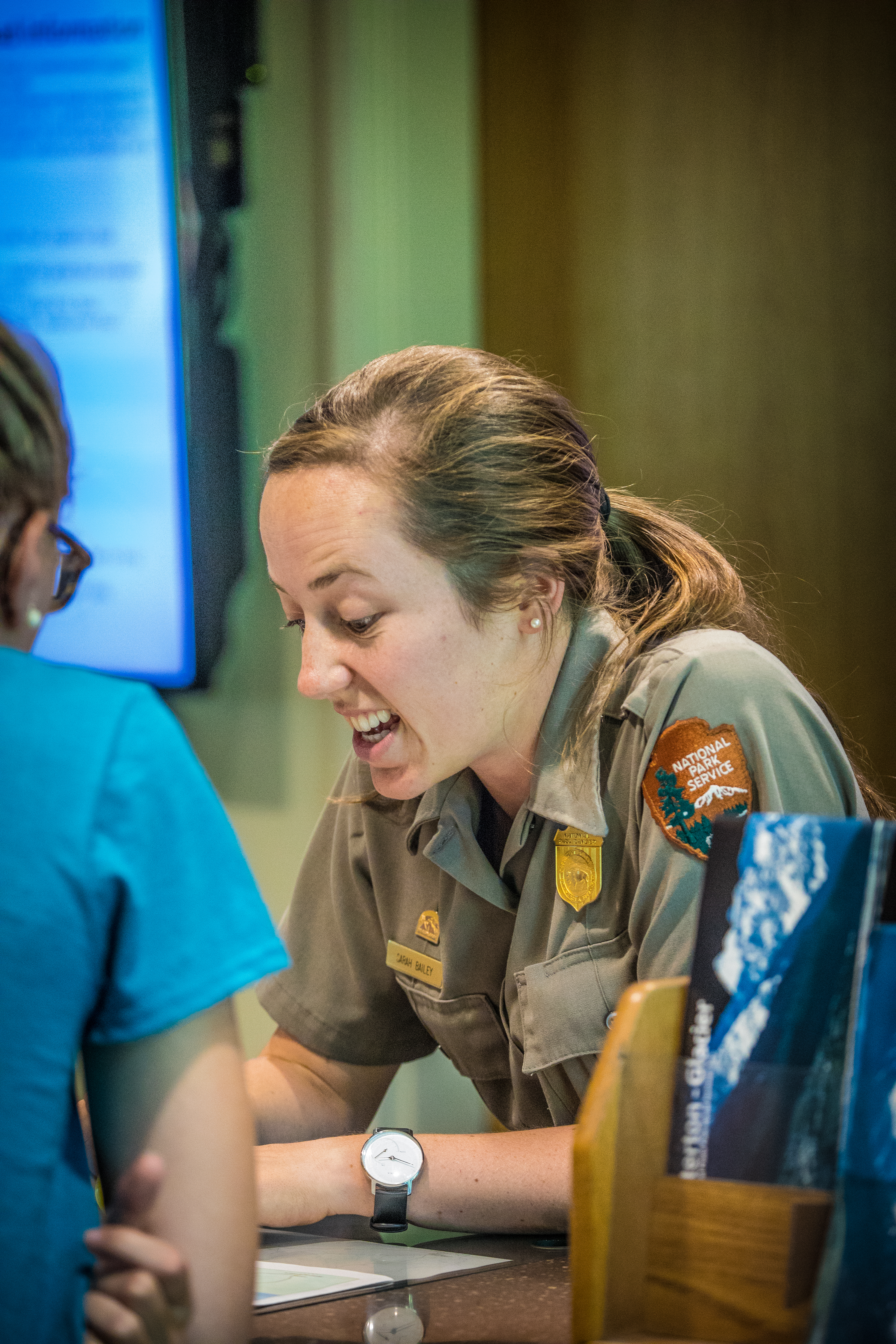
Một nhân viên hướng dẫn du khách tại trung tâm du lịch

Tại Vương quốc Anh, có một mạng lưới Trung tâm thông tin du lịch trên toàn quốc do Cơ quan du lịch Anh (VisitBritain/BTA) điều hành, được đại diện trực tuyến bởi trang web VisitBritain và tổ chức quan hệ công chúng. Các TIC khác được điều hành từ Chính quyền địa phương tại Anh hoặc thông qua các tổ chức tư nhân như các cửa hàng địa phương liên kết với BTA. Tại Anh, VisitEngland là cơ chế thúc đẩy du lịch trong nước. Tại Wales, Chính phủ xứ Wales hỗ trợ TIC thông qua Visit Wales. Tại Scotland, Chính phủ Scotland hỗ trợ VisitScotland, tổ chức du lịch chính thức của Scotland, cũng điều hành các Trung tâm thông tin du lịch trên khắp Scotland. Peru thì có Trung tâm Thông tin và Hỗ trợ Du lịch Iperú, một dịch vụ miễn phí cung cấp thông tin du lịch cho du khách trong và ngoài nước, thông tin bao gồm các điểm đến, điểm tham quan, tuyến đường được đề xuất và các công ty du lịch được cấp phép tại Peru. Dịch vụ này cũng cung cấp hỗ trợ về nhiều thủ tục khác nhau hoặc khi du khách gặp phải các vấn đề khác nhau. Iperú tiếp nhận khiếu nại và đề xuất về các điểm đến và công ty du lịch hoạt động tại Peru (nơi lưu trú, công ty lữ hành, hãng hàng không, xe buýt).
Việt Nam cần thiết xây dựng được các trung tâm du khách tại các vùng miền có nhiều lượt khách tham quan, đây không chỉ là trung tâm cung cấp thông tin về các tour du lịch mà còn là nơi giải quyết những yêu cầu, thắc mắc, đảm bảo quyền lợi cho khách du lịch khi sự cố xảy ra. Trung tâm Hỗ trợ du khách (thuộc Trung tâm Xúc tiến du lịch Đà Nẵng) đã trở thành địa chỉ quen thuộc của rất nhiều du khách trong nước và quốc tế mỗi khi đến Đà Nẵng và cần hỗ trợ. Trung tâm Hỗ trợ du khách (Danang Visitor Center) do Trung tâm Xúc tiến du lịch Đà Nẵng trực tiếp vận hành, quản lý, có chức năng tư vấn, cung cấp thông tin du lịch miễn phí và hỗ trợ xử lý tình huống khẩn cấp đối với du khách khi đi du lịch tại thành phố. Nội dung tư vấn và hỗ trợ du khách chủ yếu liên quan đến thông tin về các chương trình sự kiện, hoạt động giải trí, giá vé các điểm tham quan, vận chuyển, tư vấn các khách sạn, tour tuyến và các dịch vụ khác. Nhiều tình huống khách đến Đà Nẵng không tìm được khách sạn lưu trú, đi lạc đường, bị mất tài sản, cần giúp đỡ. 
Mỗi lần nghe thông tin cần hỗ trợ, các chuyên viên của trung tâm sẵn sàng xử lý các tình huống nhằm hỗ trợ tốt nhất cho du khách. Tại các quầy thông tin của trung tâm, du khách sẽ được cung cấp miễn phí bản đồ du lịch, tờ rơi, tập gấp, ấn phẩm về điểm đến, cơ sở lưu trú, dịch vụ du lịch, ẩm thực địa phương bằng nhiều ngôn ngữ (tiếng Anh, tiếng Trung, tiếng Nhật, tiếng Hàn), được chuyên viên tư vấn, hướng dẫn và giới thiệu về các điểm đến hấp dẫn, các cơ sở dịch vụ du lịch đạt chuẩn, gợi ý các lịch trình tham quan, trải nghiệm mới lạ, phù hợp theo nhu cầu của du khách. Trong nhiều trường hợp khẩn cấp như thất lạc giấy tờ tùy thân, hành lý, tai nạn xảy ra với du khách, các chuyên viên sẽ có mặt ngay bất kể vào thời điểm nào trong ngày để kịp thời giúp đỡ du khách, xử lý tình huống một cách nhanh chóng, chuyên nghiệp, tạo tâm lý an tâm và hài lòng cho du khách. Để giúp du khách tiếp cận thông tin nhanh chóng, chính xác và hiệu quả nhất, bên cạnh việc xây dựng phần mềm và quản lý thông tin du lịch, trung tâm thường xuyên đào tạo đội ngũ nhân sự hỗ trợ du khách, bổ sung hệ thống các ấn phẩm du lịch, tăng cường ứng dụng công nghệ thông tin trong công tác hỗ trợ du khách thông qua việc trang bị máy phiên dịch cố định Travis One có chức năng tiếp thu và chuyển đổi giữa các ngôn ngữ để người sử dụng có thể hiểu được, giúp chuyên viên hỗ trợ và du khách thuận tiện trong việc trao đổi, giải đáp thắc mắc, tìm kiếm thông tin du lịch. 

## Hình ảnh

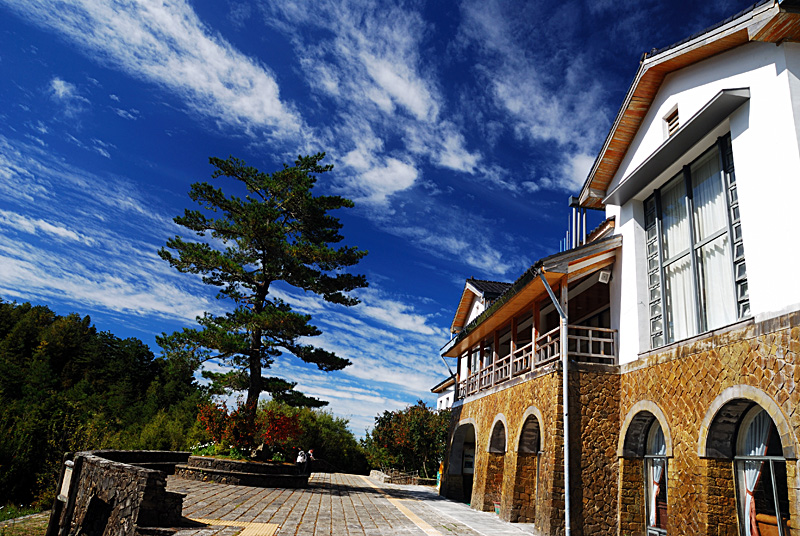
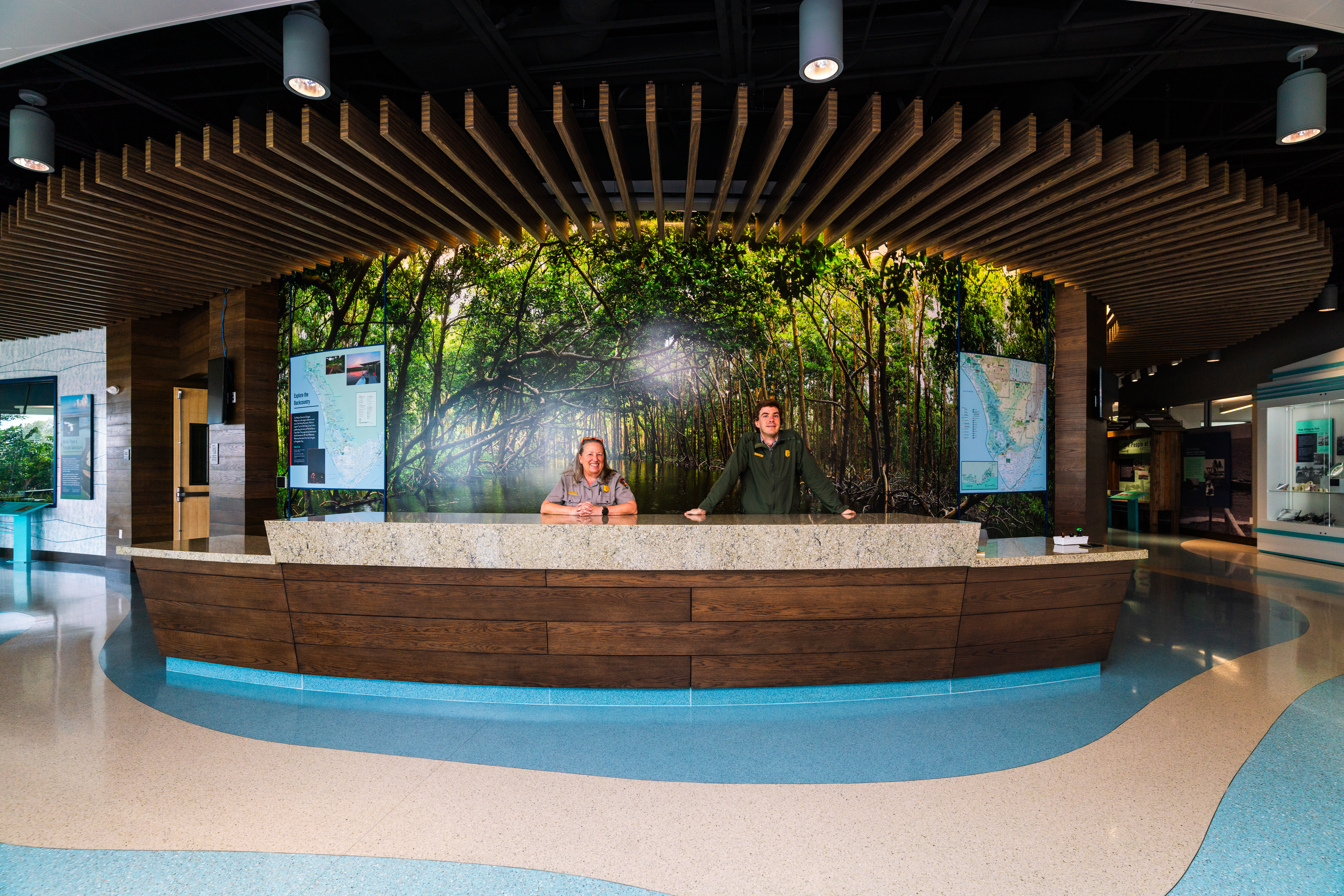
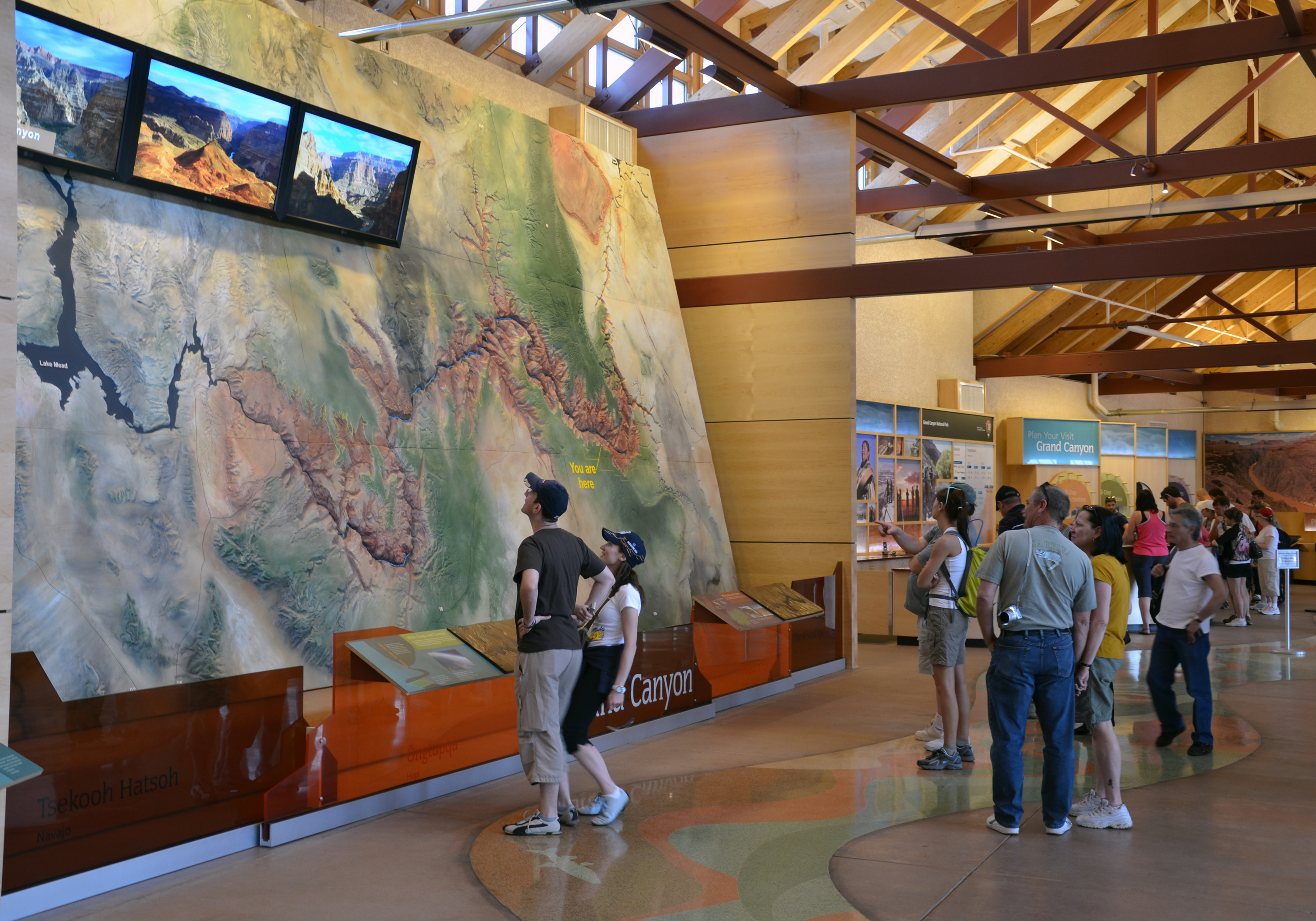
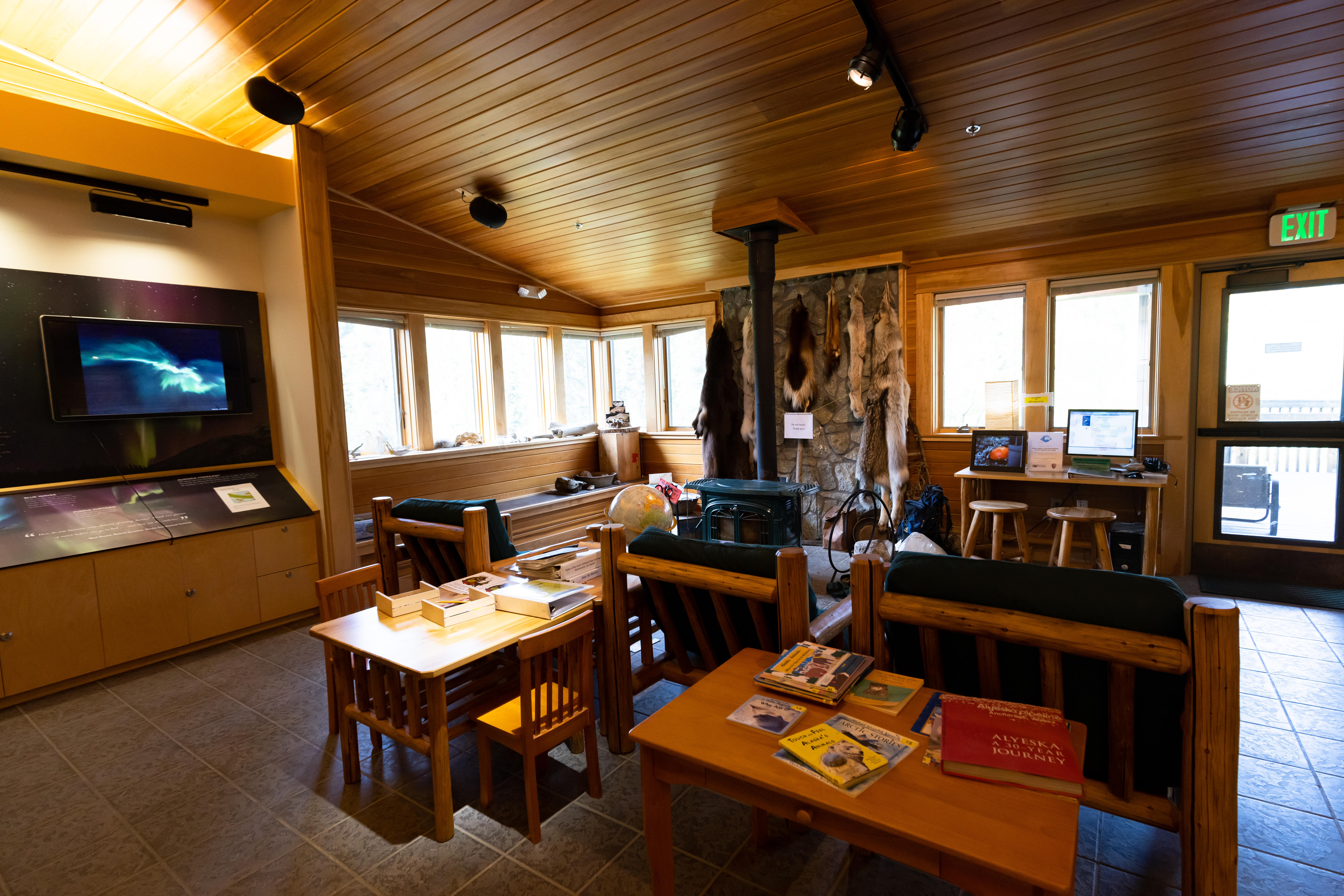
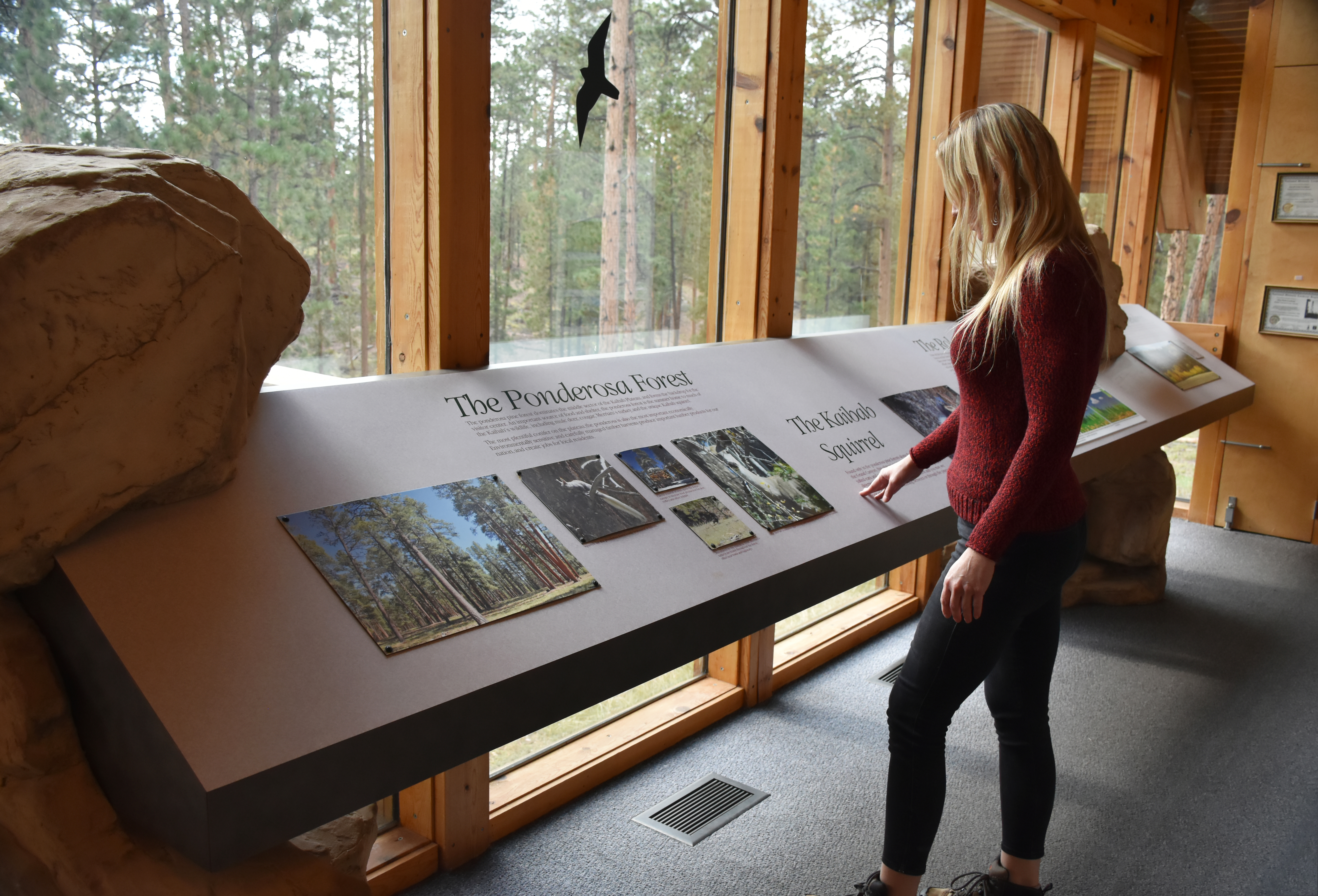
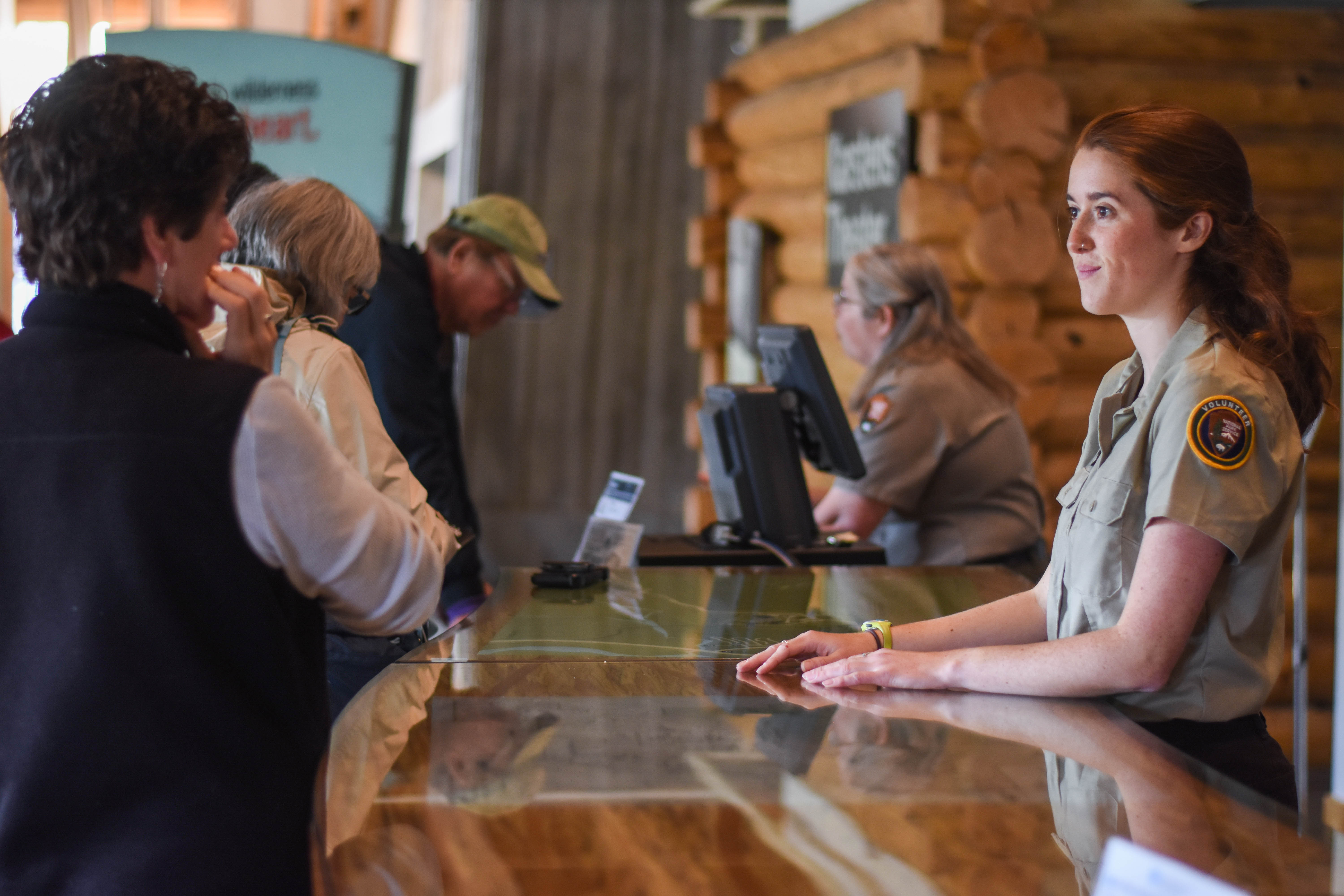
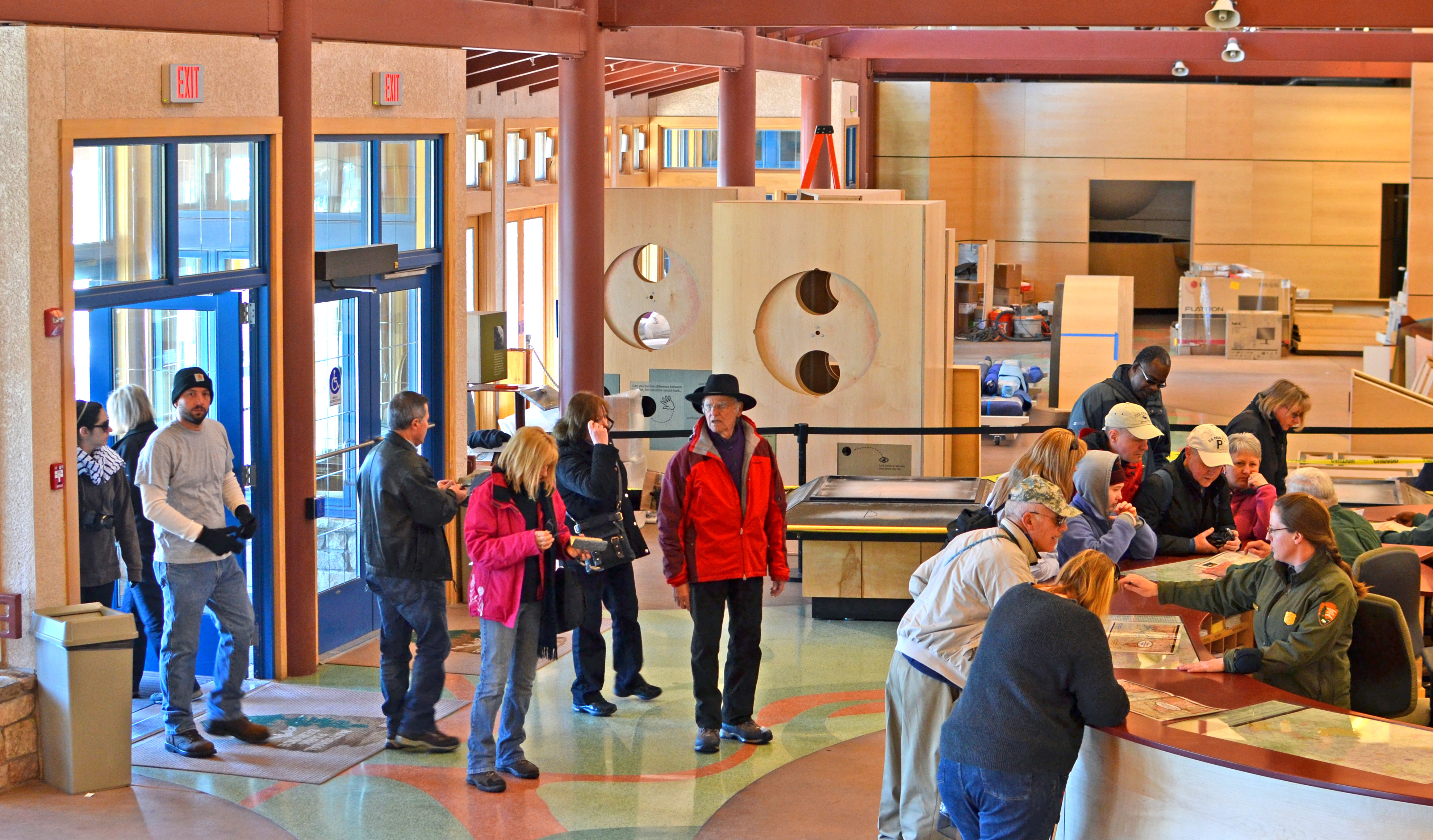
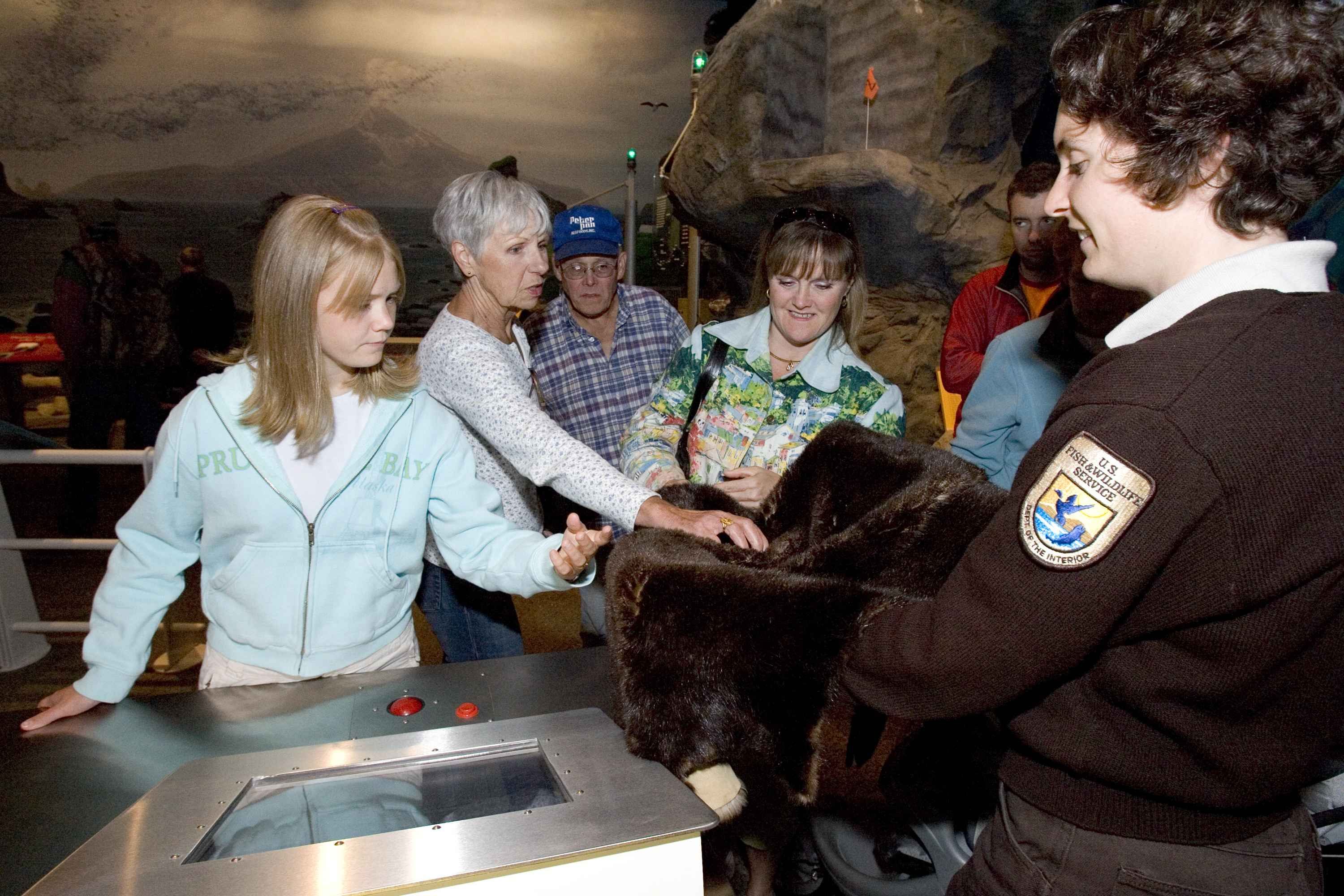
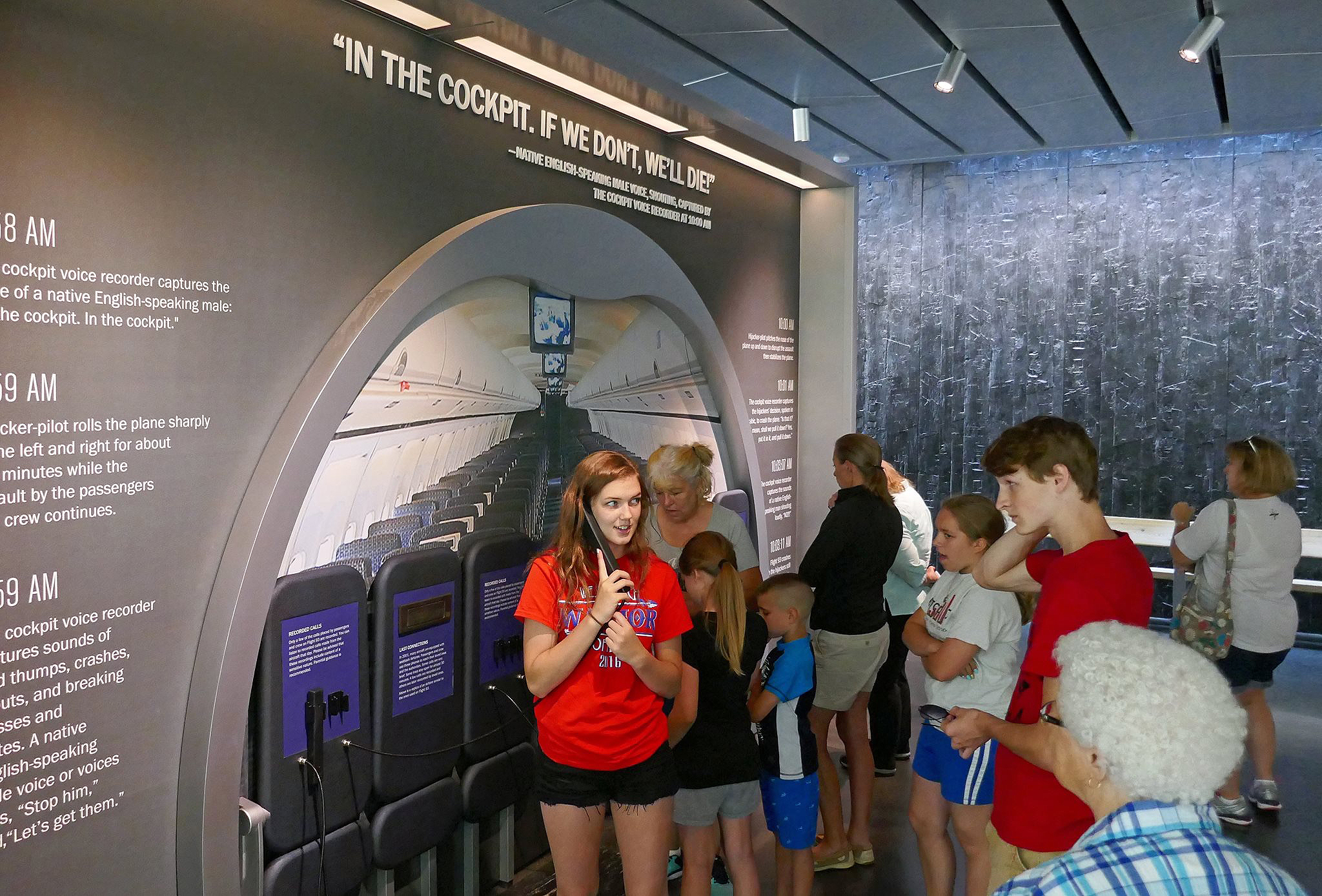
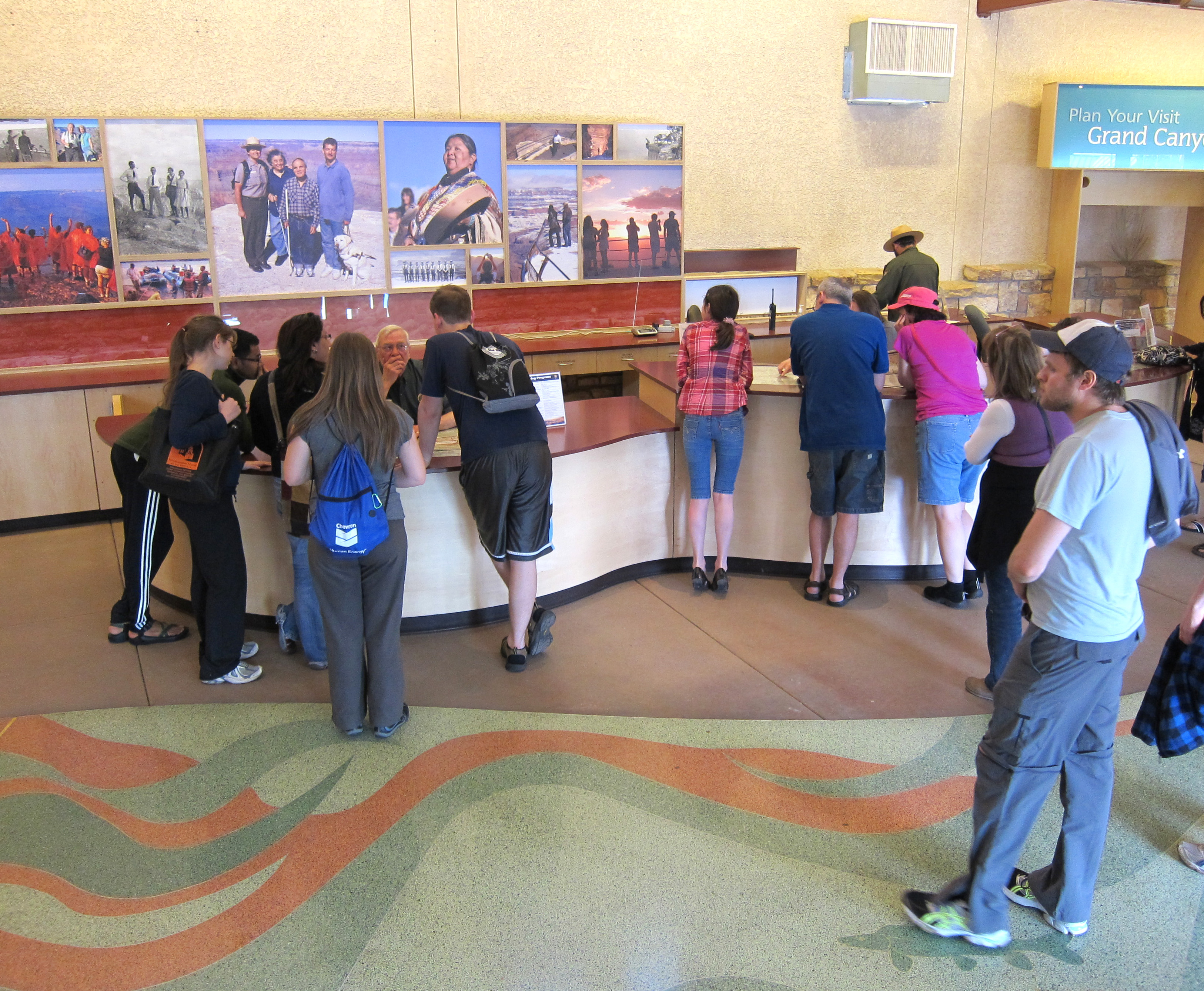
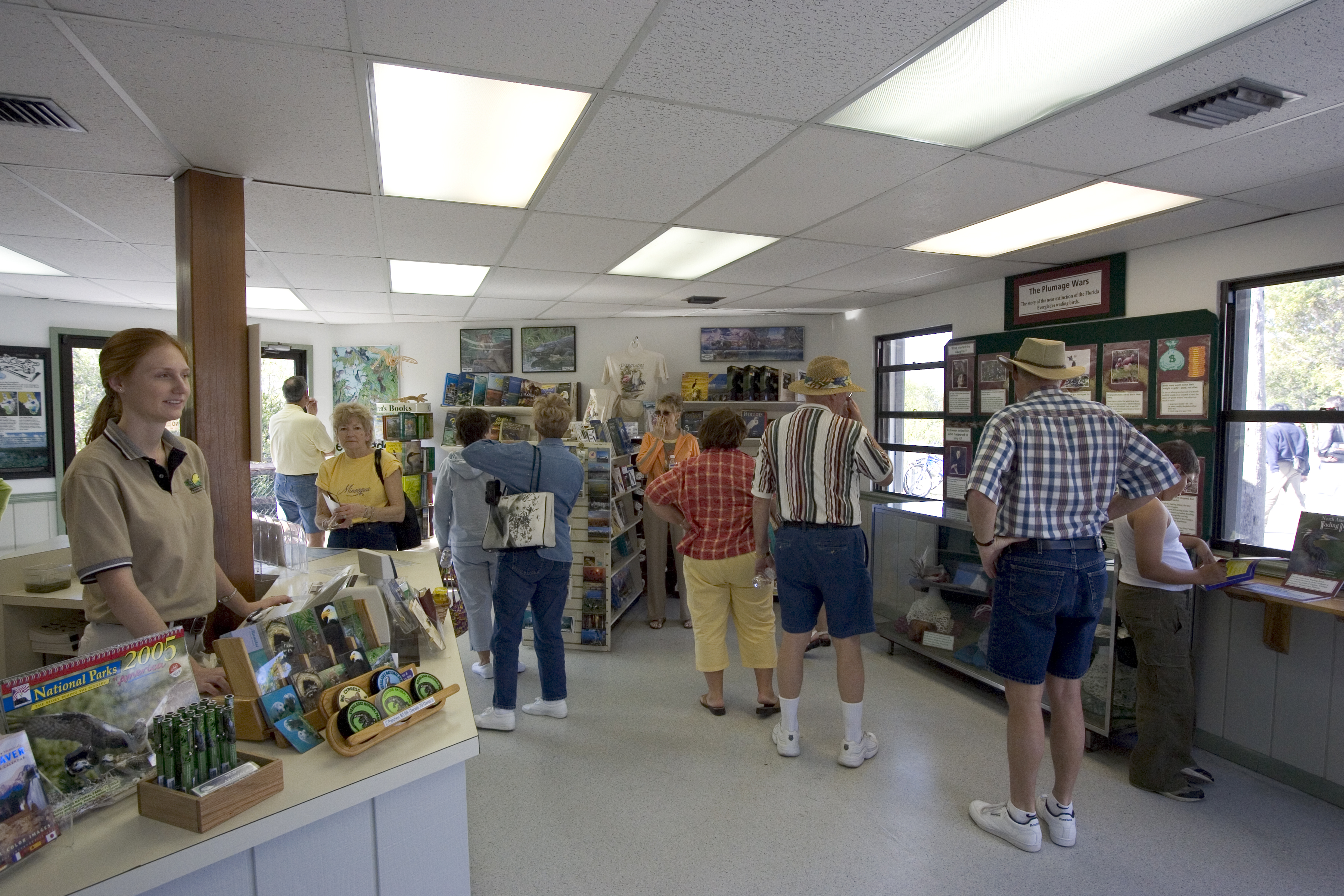
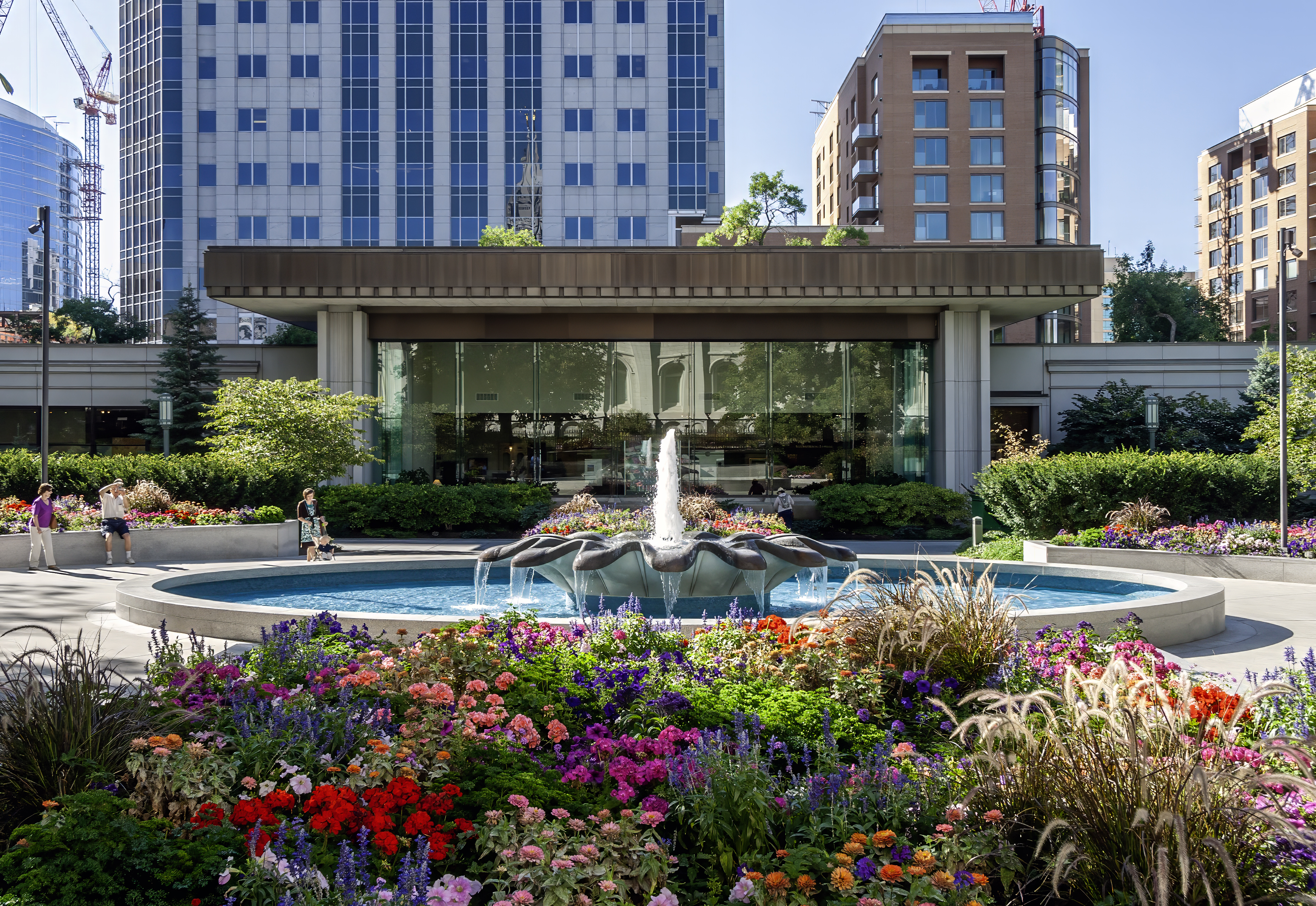
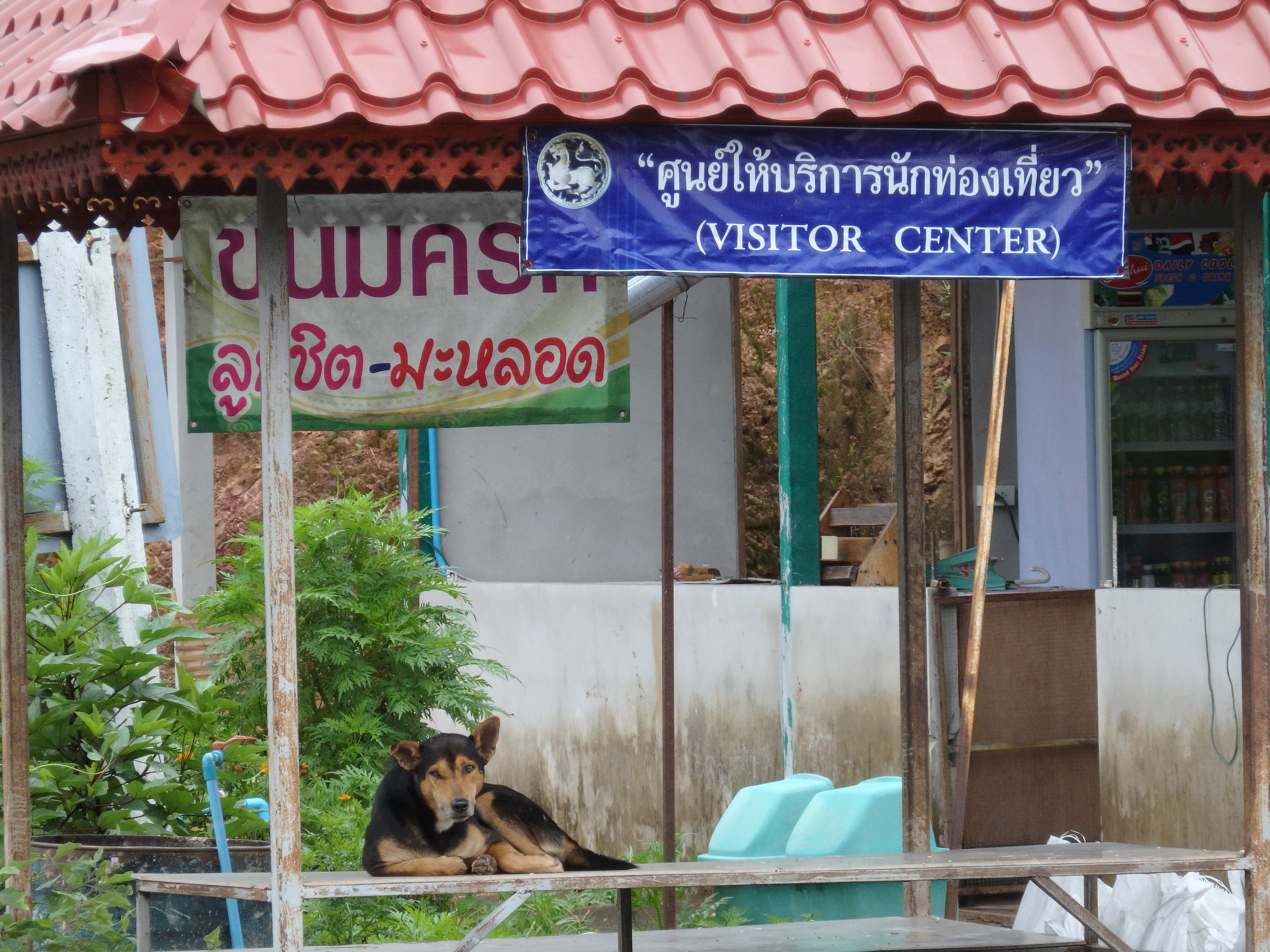
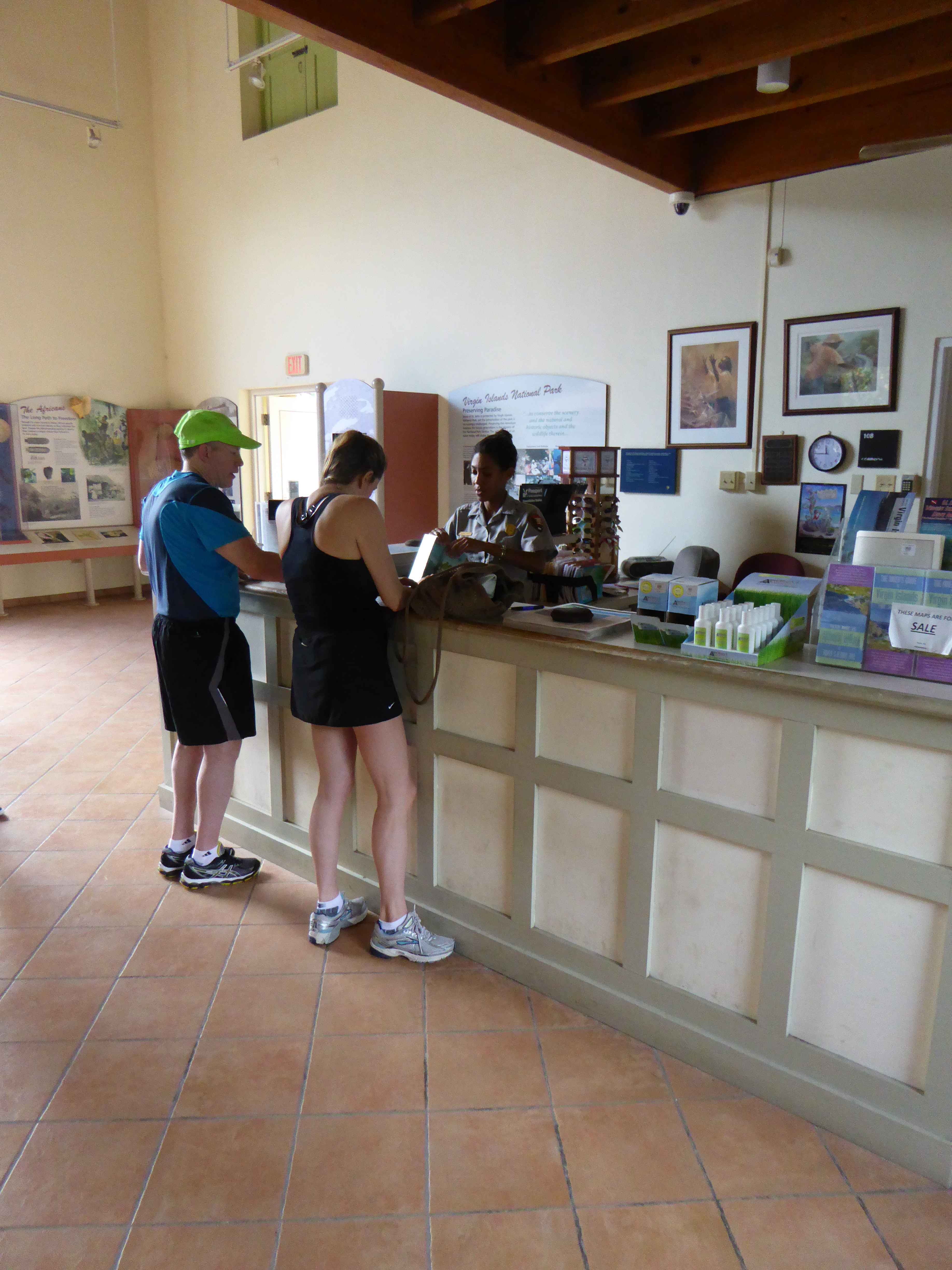